# Gran Premi d'Hongria del 2005
Resultats del Gran Premi d'Hongria de la temporada 2005, disputat al circuit de Hungaroring, el 31 de juliol del 2005.

## Classificació

### Qualificació per la graella de sortida
| Pos. | No. | Pilot                | Equip              | Volta       | Diferència |
| ---- | --- | -------------------- | ------------------ | ----------- | ---------- |
| 1    | 1   | Michael Schumacher   | Ferrari            | 1'19.882    | —          |
| 2    | 10  | Juan Pablo Montoya   | McLaren - Mercedes | 1:20.779    | +0.897     |
| 3    | 16  | Jarno Trulli         | Toyota             | 1:20.839    | +0.957     |
| 4    | 9   | Kimi Räikkönen       | McLaren - Mercedes | 1:20.891    | +1.009     |
| 5    | 17  | Ralf Schumacher      | Toyota             | 1:20.964    | +1.082     |
| 6    | 5   | Fernando Alonso      | Renault            | 1:21.141    | +1.259     |
| 7    | 2   | Rubens Barrichello   | Ferrari            | 1:21.158    | +1.276     |
| 8    | 3   | Jenson Button        | BAR - Honda        | 1:21.302    | +1.420     |
| 9    | 6   | Giancarlo Fisichella | Renault            | 1:21.333    | +1.451     |
| 10   | 4   | Takuma Sato          | BAR - Honda        | 1:21.787    | +1.905     |
| 11   | 15  | Christian Klien      | Red Bull Racing    | 1:21.937    | +2.055     |
| 12   | 8   | Nick Heidfeld        | Williams - BMW     | 1:22.086    | +2.204     |
| 13   | 14  | David Coulthard      | Red Bull Racing    | 1:22.279    | +2.397     |
| 14   | 12  | Felipe Massa         | Sauber - Petronas  | 1:22.565    | +2.683     |
| 15   | 11  | Jacques Villeneuve   | Sauber - Petronas  | 1:22.866    | +2.984     |
| 16   | 7   | Mark Webber          | Williams - BMW     | 1:23.495    | +3.613     |
| 17   | 21  | Christijan Albers    | Minardi - Cosworth | 1:24.443    | +4.561     |
| 18   | 19  | Narain Karthikeyan   | Jordan - Toyota    | 1:25.057    | +5.175     |
| 19   | 20  | Robert Doornbos      | Minardi - Cosworth | 1:25.484    | +5.602     |
| 20   | 18  | Tiago Monteiro       | Jordan - Toyota    | Sense temps |            |

### Cursa
| Pos | No | Pilot                | Equip              | Voltes | Temps/ Retirada | Pos. de sortida | Punts |
| --- | -- | -------------------- | ------------------ | ------ | --------------- | --------------- | ----- |
| 1   | 9  | Kimi Räikkönen       | McLaren - Mercedes | 70     | 1h 37' 25. 552  | 4               | 10    |
| 2   | 1  | Michael Schumacher   | Ferrari            | 70     | + 35.5 s        | 1               | 8     |
| 3   | 17 | Ralf Schumacher      | Toyota             | 70     | + 36.1 s        | 5               | 6     |
| 4   | 16 | Jarno Trulli         | Toyota             | 70     | + 54.2 s        | 3               | 5     |
| 5   | 3  | Jenson Button        | BAR - Honda        | 70     | + 58.8 s        | 8               | 4     |
| 6   | 8  | Nick Heidfeld        | Williams - BMW     | 70     | + 1' 08.3 min.  | 12              | 3     |
| 7   | 7  | Mark Webber          | Williams - BMW     | 69     | + 1 Volta       | 16              | 2     |
| 8   | 4  | Takuma Sato          | BAR - Honda        | 69     | + 1 Volta       | 10              | 1     |
| 9   | 6  | Giancarlo Fisichella | Renault            | 69     | + 1 Volta       | 9               |       |
| 10  | 2  | Rubens Barrichello   | Ferrari            | 69     | + 1 Volta       | 7               |       |
| 11  | 5  | Fernando Alonso      | Renault            | 69     | + 1 Volta       | 6               |       |
| 12  | 19 | Narain Karthikeyan   | Jordan - Toyota    | 67     | + 3 Voltes      | 18              |       |
| 13  | 18 | Tiago Monteiro       | Jordan - Toyota    | 66     | + 4 Voltes      | 20              |       |
| 14  | 12 | Felipe Massa         | Sauber - Petronas  | 63     | + 7 Voltes      | 14              |       |
| NC  | 21 | Christijan Albers    | Minardi - Cosworth | 59     | + 11 Voltes     | 17              |       |
| Ret | 11 | Jacques Villeneuve   | Sauber - Petronas  | 56     | Incendi         | 15              |       |
| Ret | 10 | Juan Pablo Montoya   | McLaren - Mercedes | 41     | Palier          | 2               |       |
| Ret | 20 | Robert Doornbos      | Minardi - Cosworth | 26     | Hidràulics      | 19              |       |
| Ret | 14 | David Coulthard      | Red Bull Racing    | 0      | Accident        | 13              |       |
| Ret | 15 | Christian Klien      | Red Bull Racing    | 0      | Accident        | 11              |       |

## Altres
- Pole: Michael Schumacher 1' 19. 882

- Volta ràpida: Kimi Räikkönen 1' 21. 219 (a la volta 40)